# Kuku Yalanji

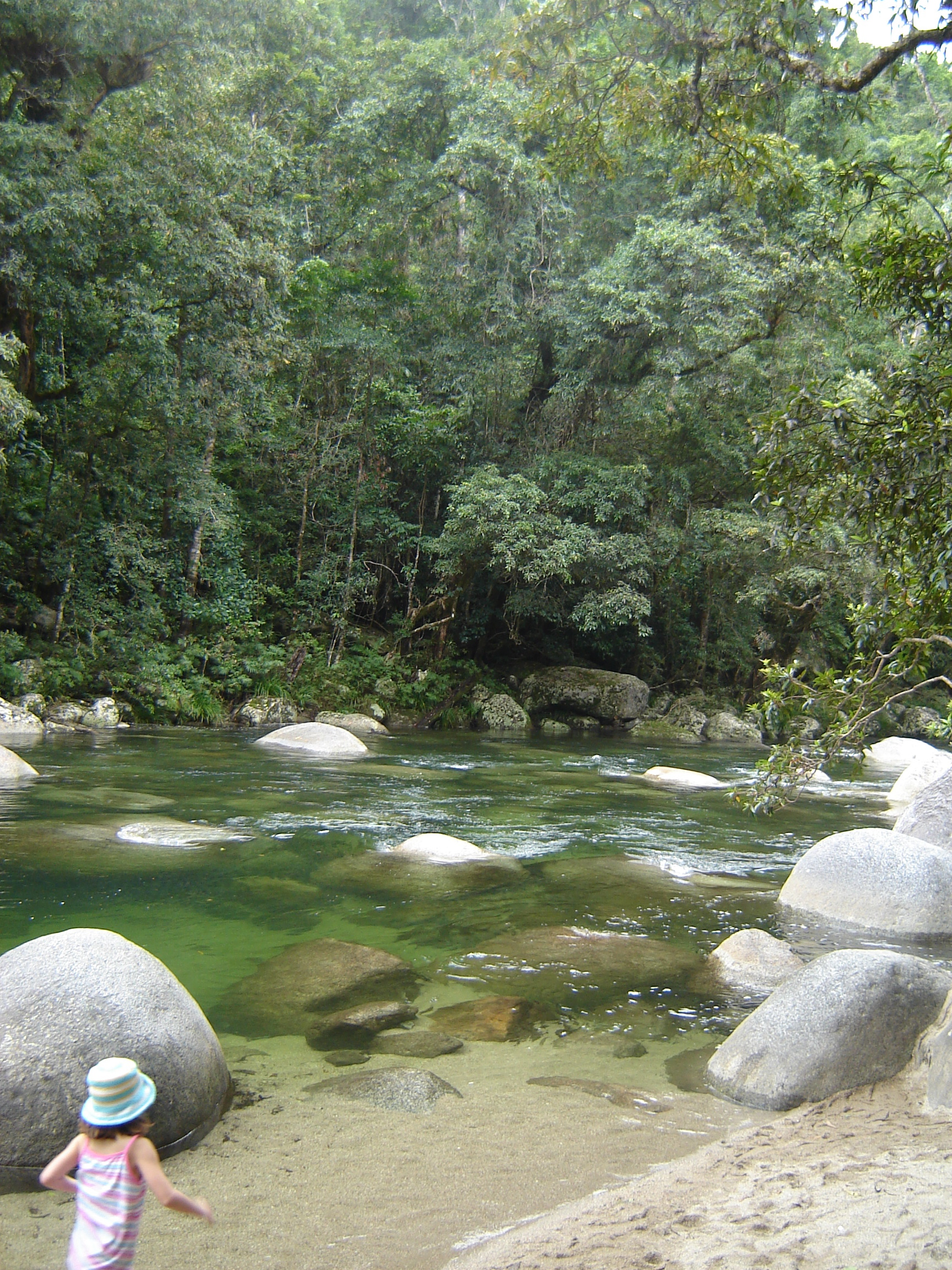
Les gorges de Mossman.

Kuku Yalangi est le nom d'une tribu aborigène d'Australie originaire du Queensland, état du nord de l'Australie. 
On trouve plusieurs orthographes selon les différentes transcriptions comme Kuku Yalangi ou Gugu Yalanji. 

## Localisation

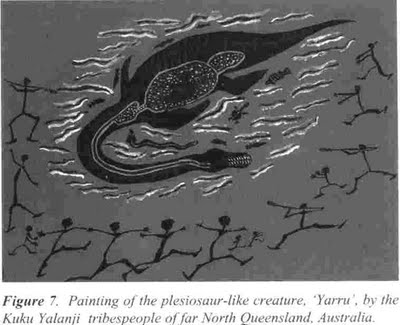
Peinture de la créature « Yarru » par les aborigènes de la tribu des Kuku Yalnji

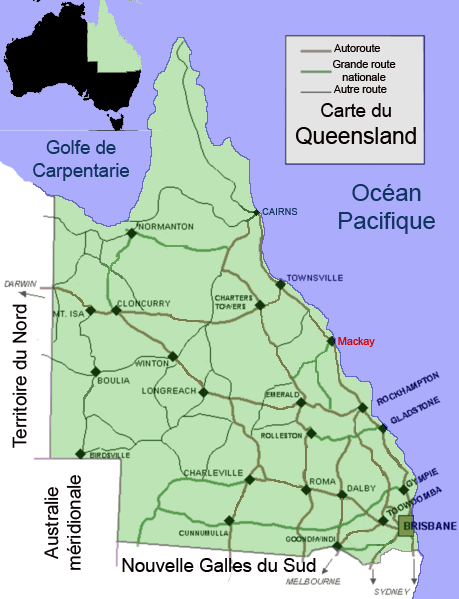
Carte de l’État de Queensland où se situe le territoire des Kuku Yalanji.

Les Kuku Yalanji sont originaires de la forêt pluviale tropicale du Queensland, près de la ville de Mackay. Leur territoire originel s’étend du sud de Mossman à Cooktown dans le Nord-Ouest de l’Australie.

## Culture
Les Kuku Yalanji parlent une seule langue, le Kuku Yalanji. Il y a quatre mille ans, ils vivaient dans des huttes semi-permanentes. Il s’agissait, à l’origine, d’une tribu de chasseurs-cueilleurs. On sait qu'ils préparaient des baies provenant de la forêt tropicale.
Ils produisaient également des armes telles que des boucliers en bois ou des épées.

## Croyances et légendes

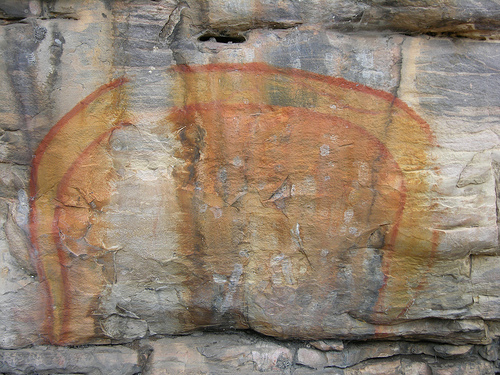
Peinture rupestre aborigène représentant le « Rainbow Serpent »

Les Kuku Yalanji décrivent les paysages en termes humains et reconnaissent des esprits dans des caractéristiques de ces paysages. Ils ont aussi défini cinq saisons.
La présence de la tribu dans la région des Gorges de Mossman provient de l’action du serpent arc-en-ciel. Dans leur culture, on trouve nombre d’histoires et de légendes qui ont traversé les siècles à travers les différentes générations.
La légende la plus célèbre est un conte au sujet de Manjal Dimbi, qui est la plus importante des montagnes des Gorges de Mossman. Manjal Dimbi signifie « la montagne qui retient ». D’après les légendes aborigènes, la montagne représente Kubirri qui aida les Kuku Yalanji quand ils étaient persécutés par l’esprit diabolique Wurrumbu. Kubirri retient Wurrumbu prisonnier dans les gorges.

## Historique
Lorsque les colons européens arrivèrent en Australie, les Kuku Yalanji durent réduire leur territoire traditionnel. Ils se concentrèrent alors dans la région des Gorges de Mossman où ils vivent encore.
Pendant près d'un siècle, ils s'opposèrent à la loi paternaliste du gouvernement visant à les « protéger ». Cependant, dans les faits, cette loi tendait à les infantiliser et à changer leur mode de vie ainsi que leur culture.

## Les Gorges de Mossman aujourd'hui
Depuis 1986, les guides de la tribu ont expliqué et fait découvrir leur culture, leurs histoires et leurs connaissances aux touristes venus visiter les Gorges de Mossman.
L’Indigenous Land Corporation et Mossman Gorge Aboriginal Community ont ouvert un centre d’écotourisme dans les gorges. Le centre comprend un café qui offre des produits locaux réalisés à base de plantes provenant de buissons de la forêt tropicale et une galerie d’art.
Lors de promenades organisées dans les gorges on peut observer des plantes traditionnelles de la culture des Kuku Yalanji et ainsi apprendre leur utilisation quotidienne. On peut également découvrir toutes les légendes de ces tribus.

## Personnalité
- Cathy Freeman : athlète.